# Frisdranken Industrie Winters
Frisdranken Industrie Winters is een producent van frisdrank die gevestigd is te Maarheeze.

## Geschiedenis

### Brouwerij
Het bedrijf is ontstaan uit een dorpsbrouwerij die in 1797 werd opgericht door Willem van Hooff. Deze was afkomstig uit een familie van caféhouders en dorpsbestuurders. Mogelijk heeft hij een veel oudere brouwerij geërfd. Naast zijn brouwerij was er nog de brouwerij van Van Lil, die omstreeks 1820 buiten werking was gesteld. Willem werd in 1836 opgevolgd door Jan van Hooff die echter in 1848 stierf. Zijn weduwe Catharina Thijs zette de zaak voort en hertrouwde in 1850 met de uit Budel afkomstige brouwer Peter Koekhofs. Hun dochter Han trouwde in 1873 met Jan Winters, een brouwerszoon uit Sint-Huibrechts-Lille die het nog tot wethouder van Maarheeze bracht. Het bedrijf heette toen voluit: Bierbrouwerij De Vogelsberg J. Winters-Koekhofs. Jan Winters stierf in 1912.
De brouwerij hield in 1914 op te bestaan, nadat het bedrijf enige tijd kwijnende was. Zoon Everhard ging bier verkopen dat elders gebrouwen was (bij Bierbrouwerij 'De Gekroonde Valk v/h Van Vollenhoven & Co' te Amsterdam) en begon tevens een groentendrogerij, een activiteit waar veel brouwers toe overgingen nadat het aantal brouwerijen door grondstofschaarste was uitgedund. Everhard Winters vroeg en kreeg vergunning voor de oprichting van een likeurenfabriek, maar het werd uiteindelijk een 'bierbottelarij en limonadefabriek'. De startdatum hiervoor is 1918.

### Limonadefabriek
Limonadefabriekjes, men sprak wel van 'mineraalwaterfabrieken' en men maakte limonadegazeuse. Dergelijke fabriekjes waren klein: in Nederland alleen al waren er honderden van. Het betrof seizoensarbeid die werd aangevuld met het bieragentschap. Men maakte dankbaar gebruik van het spoorwegstation dat in 1913 was geopend. Productie van limonadegazeuse was niet veel meer dan het mengen van water, suikersiroop, essence en citroenzuur, waarna onder hoge druk koolzuurgas werd toegevoegd.
De merkloze limonade begon sinds 1930 concurrentie te ondervinden van de frisdranken Coca-Cola en in 1933 van de vruchtensappen van Hero. Everhard Winters verkreeg het agentschap voor deze dranken en later ook nog voor Chocomel en Julianawater, een mineraalwater uit Woeste Hoeve.
In navolging van de merkfabrikanten werd de kroonkurkfles ingevoerd die gemakkelijk machinaal te reinigen was. De bierbottelarij-activiteiten werden stopgezet aangezien die door de grote brouwerijen niet meer werden uitbesteed.
Na de Tweede Wereldoorlog verwachtte men een spoedige verdwijning van de kleine limonadefabriekjes, waartoe deze zich aansloten bij de coöperatieve N.V. Vitam Vruchtenproducten Maatschappij, opgericht in 1945 en gevestigd te Utrecht. Everhard Winters deed dit in 1947. De coöperatie zou onder het merk Vrumona frisdranken produceren. Dit werd ook gerealiseerd, in een fabriek te Bunnik. Inderdaad werd Coca-Cola steeds agressiever en eiste veel geld voor zijn verkooplicenties. Winters betrok daarom sedert 1950 Coca-Cola van de Bottelmaatschappij Dongen N.V. te Dongen. Het Van Vollenhoven agentschap voor de bierverkoop werd omgezet in een Heineken agentschap. Daarnaast verkreeg Winters een agentschap voor Brand's bieren.
In 1950 werd Everhard opgevolgd door Rob Winters, die een tonicdrank op de markt bracht onder de merknaam Tiger Tonic. In 1951 volgde Hero met een concurrerende drank: Hero Tonic. Verdere merken van Winters waren 'Wiso' (Winters sodawater) en 'Jo-Jo' (sinas).

### Groei en tegenslag
In 1952 verkreeg Winters de verkooprechten voor 7Up in Noord-Brabant en Limburg, terwijl in 1953 ook met de productie werd gestart. Het bedrijf ging verder onder twee namen: N.V. Limonadefabriek v/h E.J. Winters en Seven-Up Bottling Company Het Zuiden N.V.. Het bieragentschap stond daar weer los van. Sinds 1955 groeide het bedrijf zeer snel en in 1957 werd een groot pand in gebruik genomen op de huidige locatie. Op de oude locatie bleef slechts het bieragentschap achter.
In 1972 kreeg Winters het predicaat Koninklijk toegekend en ging de limonadefabriek 'Koninklijke Frisdranken Industrie Winters' heten. In 1977 nam het Amerikaanse voedingsmiddelenconcern Beatrice een meerderheidsbelang in Winters. Omdat Beatrice zich door de overname van Esmark in 1984 diep in de schulden had gestoken werd het op haar beurt prooi van overname. Deze werd gefinancierd door de verkoop van bedrijfsonderdelen, waaronder Winters, dat in 1987 werd doorverkocht aan de Amerikaanse investeringsmaatschappij TLC Group. Dit alles leidde in 1989 tot een breuk met Seven-Up, tot dan toe goed voor 40% van de omzet van Winters.
In 1963 werd door Winters een licentie verworven voor Sunkist, een citrusvruchtenlimonade die op de markt gebracht werd door Sunkist Growers, een Amerikaanse coöperatie van citrusvruchtenkwekers. Het bedrijf had in 1962 reeds een Tetra Pak productielijn gehuurd. In 1989 kwam, na het verlies van de Seven-Up licentie, ook een einde aan de samenwerking met Sunkist.
De samenwerking met Coca-Cola was van korte duur. Hier kwam een einde aan toen Winters 7Up begon te bottelen. In 1961 werd gezocht naar samenwerking met de concurrent van Cola, namelijk Pepsi-Cola, dat in licentie werd geproduceerd door Vrumona. Doch Winters registreerde ook een eigen merk 'Puppy Cola'. Dit leidde tot een merkenoorlog met Pepsi. Ook met Dr Pepper werden besprekingen gevoerd. In 1971 werd het merk Canada Dry geïntroduceerd, waaronder een breed pakket van frisdranken werd geproduceerd. In 1976 werd Royal Crown Cola aan de licenties toegevoegd. Deze licentie werd in 1983 beëindigd ten gunste van het merk 'Like-Free', een cafeïnevrije coladrank, geïntroduceerd door Seven-Up. Dit merk heeft nooit een belangrijk marktaandeel veroverd.

### Contract filling
Na het wegvallen van de grote licenties in 1989 ging Winters zich richten op contract filling: het bottelen in opdracht van derden. Hiertoe moest ingrijpend worden gereorganiseerd, waarbij het aantal medewerkers van 160 naar 79 omlaag ging, hetgeen gepaard ging met 74 gedwongen ontslagen. In 1955 werd de Franse mineraalwaterproducent S.A. des Eaux Minérales de Saint-Alban overgenomen door TLC Beatrice International. In Saint-Alban-les-Eaux werd een nieuw bedrijf opgericht om de Zuid-Europese markt te bedienen. Sinds 1994 vulde Winters ook weer bierblikjes. Sedert 1998 behoort Winters tot de Sun Beverage Company en maakt nu onderdeel uit van Refresco.

## Bron
- Peter Zwaal en Jac. Biemans, 1997. Winters Vult!: Hoe een dorpsbrouwerij uit Maarheeze uitgroeide tot de grootste frisdrankenexporteur van Nederland. Weert: Van Buuren.